# Thyridanthrax selene
Thyridanthrax selene är en tvåvingeart som först beskrevs av Osten Sacken 1886.  Thyridanthrax selene ingår i släktet Thyridanthrax och familjen svävflugor. Inga underarter finns listade i Catalogue of Life.